# ديريك بروير
ديريك بروير (بالإنجليزية: Derek Brewer)‏ هو مسير رياضي بريطاني، ولد في 1958.

## وصلات خارجية
- ديريك بروير على موقع إي آس بي آن كريك إنفو (الإنجليزية)